# 悠生
悠生（ゆうき、1981年4月12日 - ）は、日本のキックボクサー。本名は松崎 優輝（まつざき ゆうき）。北海道札幌市出身。身長178cm体重70kg。
スタレントネットワークス所属。マネージメント会社ベンヌ所属。M-1ムエタイチャレンジミドル級チャンピオン。